# Moncheaux
Moncheaux est une commune française, située dans le département du Nord en région Hauts-de-France. Moncheaux fait partie de la Flandre française, comme le blason de son écu l'indique.
Le nom jeté des habitants de Moncheaux est les Mingeux d'pourions. Leur gentilé est Monchellois, Monchelloises.

### Lieux et monuments

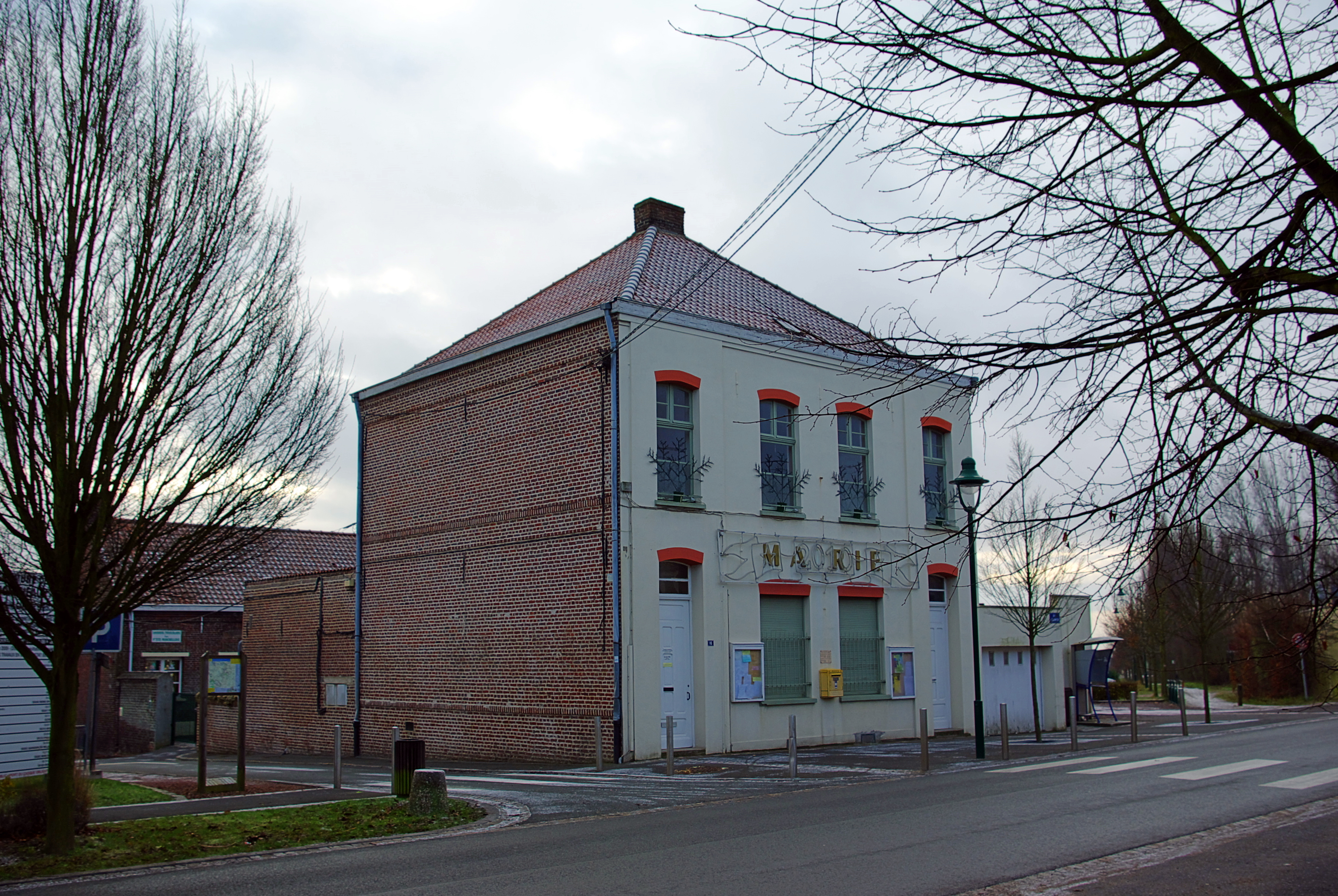
Mairie

## Géographie

### Localisation

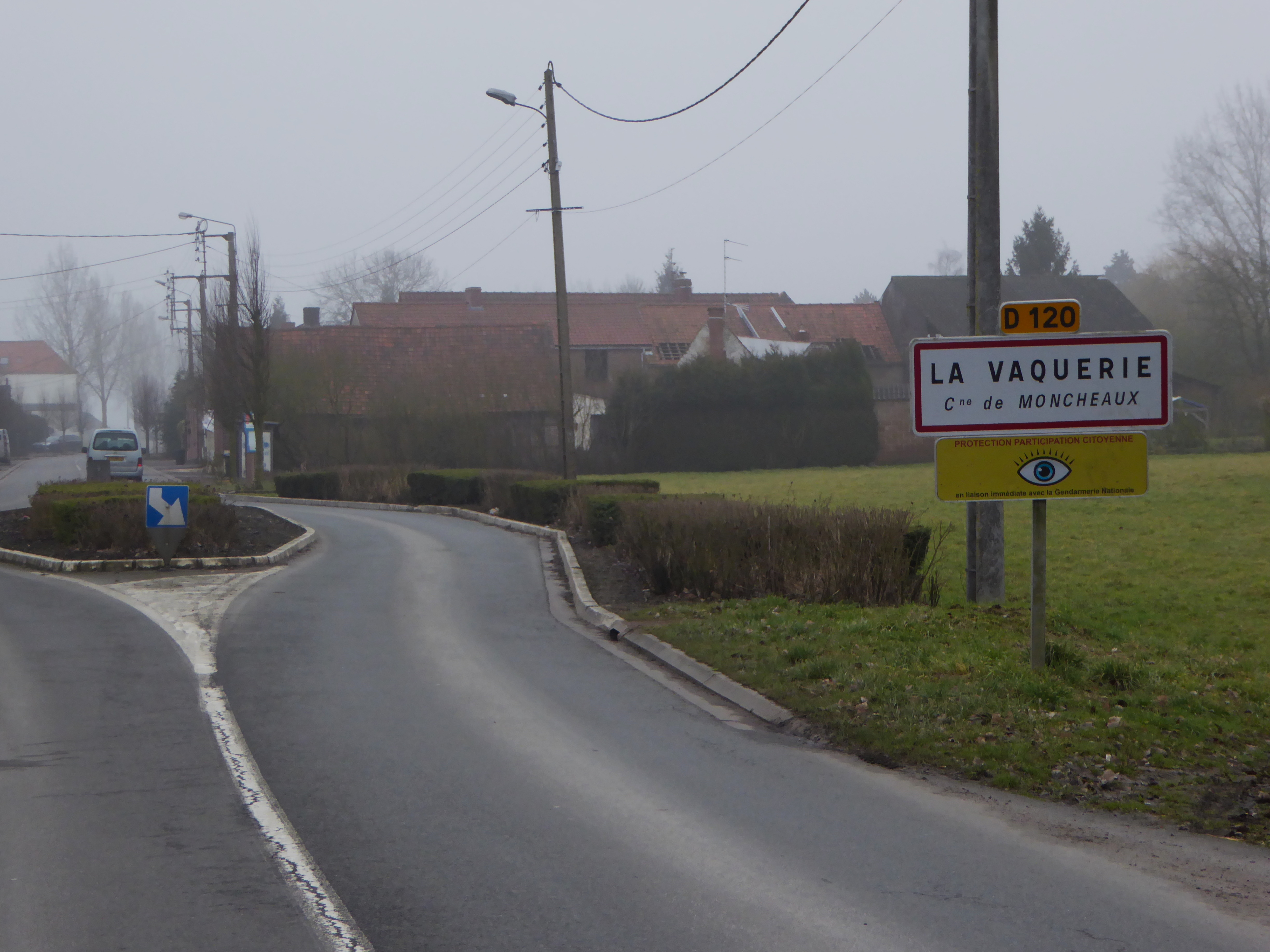
Moncheaux.- City limit "La Vaquerie"

Située dans le pays de Pévèle.
| Thumeries |           | Mons-en-Pévèle |
|           | Moncheaux | Faumont        |
| Leforest  |           | Raimbeaucourt  |

### Hydrographie

#### Réseau hydrographique
La commune est située dans le bassin Artois-Picardie. Elle est drainée par la Cité Cornuault, la Rue Colette, le Château du Liez, le Gorguechon et un autre petit cours d'eau,.
Le Courant de Coutiches Amont, d'une longueur de 17 km, prend sa source dans la commune de Thumeries et se jette  dans le Marichon à Marchiennes, après avoir traversé huit communes. 

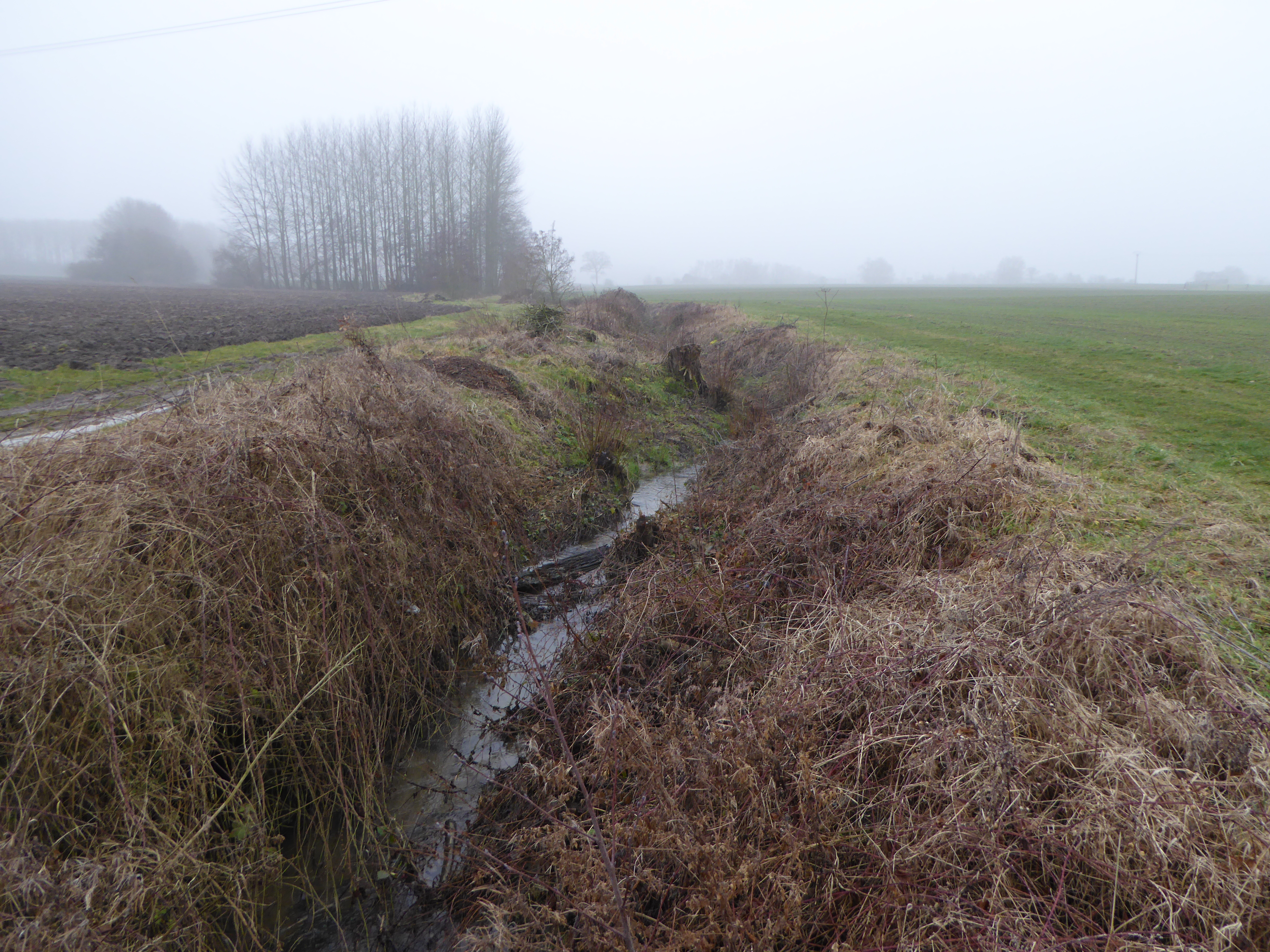
Moncheaux courant du Pont de Beuvry au Pont de Cumont
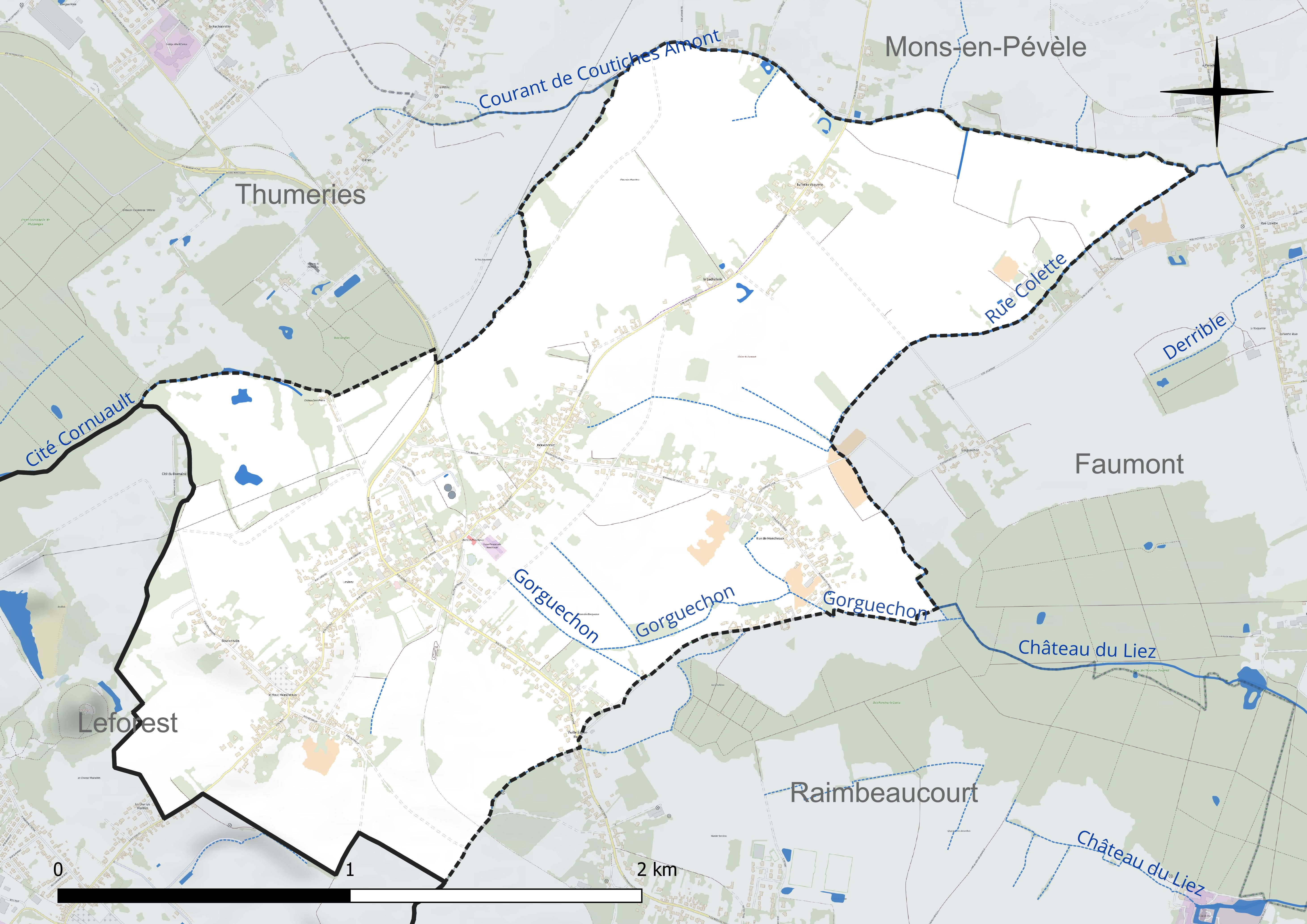
Réseau hydrographique de Moncheaux.

#### Gestion et qualité des eaux
Le territoire communal est couvert par le schéma d'aménagement et de gestion des eaux (SAGE) « Scarpe aval ». Ce document de planification concerne un territoire de 624 km2 de superficie, délimité par le bassin versant de la Scarpe aval, comprenant la Pévèle, la plaine de la Scarpe et le bassin minier avec l'Ostrevent. Le périmètre a été arrêté le 18 mars 1997 et le SAGE proprement dit a été approuvé le 12 mars 2009, puis révisé le 5 juillet 2021. La structure porteuse de l'élaboration et de la mise en œuvre est le parc naturel régional Scarpe-Escaut. 
La qualité des cours d'eau peut être consultée sur un site dédié géré par les agences de l'eau et l'Agence française pour la biodiversité. 

### Climat
Pour des articles plus généraux, voir Climat des Hauts-de-France et Climat du Nord.
En 2010, le climat de la commune est de type climat océanique dégradé des plaines du Centre et du Nord, selon une étude du CNRS s'appuyant sur une série de données couvrant la période 1971-2000. En 2020, Météo-France publie une typologie des climats de la France métropolitaine dans laquelle la commune est exposée à un climat océanique et est dans la région climatique  Nord-est du bassin Parisien, caractérisée par un ensoleillement médiocre, une pluviométrie moyenne régulièrement répartie au cours de l'année et un hiver froid (3 °C). 
Pour la période 1971-2000, la température annuelle moyenne est de 10,4 °C, avec une amplitude thermique annuelle de 14,7 °C. Le cumul annuel moyen de précipitations est de 710 mm, avec 12,1 jours de précipitations en janvier et 8,9 jours en juillet. Pour la période 1991-2020, la température moyenne annuelle observée sur la station météorologique la plus proche, située sur la commune de Cappelle-en-Pévèle à 9 km à vol d'oiseau, est de 11,1 °C et le cumul annuel moyen de précipitations est de 736,6 mm,. Pour l'avenir, les paramètres climatiques de la commune estimés pour 2050 selon différents scénarios d'émission de gaz à effet de serre sont consultables sur un site dédié publié par Météo-France en novembre 2022.

## Urbanisme

### Typologie
Au 1er janvier 2024, Moncheaux est catégorisée ceinture urbaine, selon la nouvelle grille communale de densité à sept niveaux définie par l'Insee en 2022.
Elle appartient à l'unité urbaine de Douai-Lens, une agglomération inter-départementale regroupant 67  communes, dont elle est une commune de la banlieue,,. Par ailleurs la commune fait partie de l'aire d'attraction de Lille (partie française), dont elle est une commune de la couronne,. Cette aire, qui regroupe 201 communes, est catégorisée dans les aires de 700 000 habitants ou plus (hors Paris),.

### Occupation des sols
L'occupation des sols de la commune, telle qu'elle ressort de la base de données européenne d'occupation biophysique des sols Corine Land Cover (CLC), est marquée par l'importance des territoires agricoles (75,4 % en 2018), en diminution par rapport à 1990 (90,8 %). La répartition détaillée en 2018 est la suivante : 
terres arables (63,9 %), zones urbanisées (20,3 %), zones agricoles hétérogènes (11,5 %), espaces verts artificialisés, non agricoles (3,4 %), forêts (0,7 %), mines, décharges et chantiers (0,2 %). L'évolution de l'occupation des sols de la commune et de ses infrastructures peut être observée sur les différentes représentations cartographiques du territoire : la carte de Cassini (XVIIIe siècle), la carte d'état-major (1820-1866) et les cartes ou photos aériennes de l'IGN pour la période actuelle (1950 à aujourd'hui).

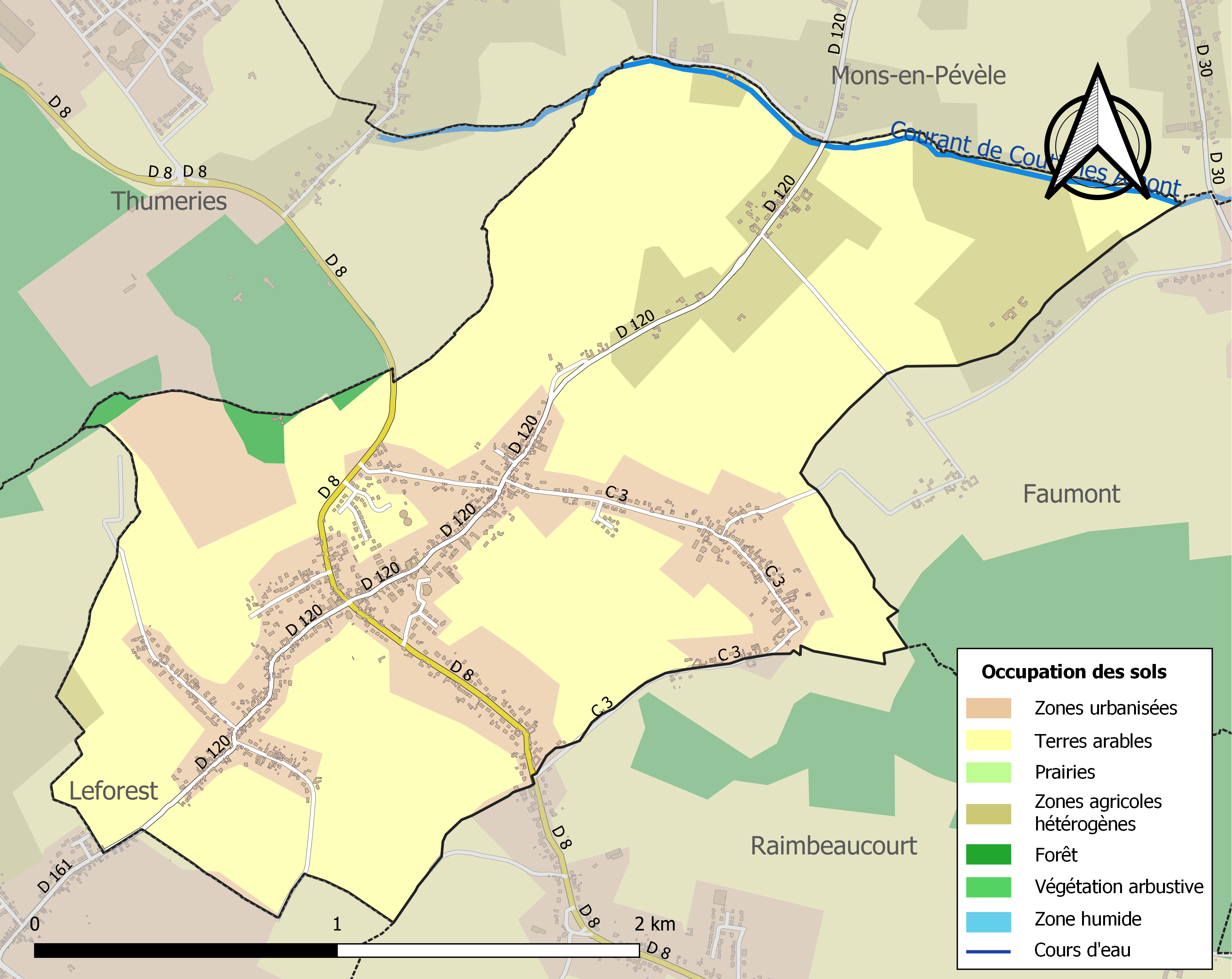
Carte des infrastructures et de l'occupation des sols de la commune en 2018 (CLC).

## Toponymie
Voir Monceau-lès-Leups

## Histoire
Moncheaux a donné, avant la Révolution française, son nom à une lignée de nobles, les De Moncheaux dont plusieurs membres peuvent être retrouvés au fil du temps. Le blason actuel de la commune demeure proche de celui qu'ont pu arborer certains membres de la famille.
Le 5 novembre 1583, est rendue une sentence de noblesse pour François de Moncheaux, seigneur de Froideval, qui est exempt de droit de nouvel acquêt en tant que noble, du fait de sa mère Jeanne Bauduin, veuve de Nicolas de Moncheaux, en son vivant aussi seigneur de Froideval, et fille d'Antoine Bauduin, écuyer, seigneur de Ramillis, Maricourt, procureur général, pour sa majesté, du conseil d'Artois et de demoiselle Henrie de Forest.
Le 25 octobre 1586, est rendue une sentence de noblesse pour François de Moncheaux, licencié es droit, seigneur de Froideval, et pour son frère Gilles de Moncheaux, seigneur de Foucqvillers. Ils ont pour armes « De sinople fretté d'argent ». Cette sentence de noblesse est confirmée en février 1599, les deux frères sont dits écuyers.
Le 20 décembre 1656, sont données à Madrid des lettres de déclaration et de confirmation de noblesse pour Pierre de Moncheaux, écuyer, conseiller et maître de la chambre des comptes de Lille, issu d'une famille noble alliée aux maisons de Bailleul, de Bergues, de Parmentier et de la Croix. Il a pour armes « De sinople fretté d'or » (à rapprocher des armes actuelles de la commune).
Avant 1789, Moncheaux comprend également la seigneurie de Fromont. Jacques Ier de Flandres est seigneur de Fromont par achat en 1534. Fils d'Antoine, homme d'armes de Charles Quint, bourgeois et échevin de Lille, et de Catherine des Planques, il nait à Arras en 1540. Il achète la bourgeoisie d'Arras le 20 juin 1563, moyennant le versement de 400 livres, devient bourgeois de Lille le 8 janvier 1564. Le roi d'Espagne Philippe II (à l'époque la région appartient à l'Espagne) le nomme grand bailli et forestier des bois et forêts de la châtellenie de Lille par lettres données à Bruxelles le 7 août 1595. Philippe II l'anoblit quelques mois plus tard le 29 novembre 1595. Jacques de Flandres va épouser Anne Herlin, fille de Jean et de Catherine de Croix.
Jacques II de Flandres, fils de Jacques Ier succède à son père dans la seigneurie de Fromont. Il nait à Arras, devient bourgeois d'Arras le 23 août 1595, est retrouvé chanoine de l'église Saint-Piat de Seclin, puis chanoine à Arras. Il est enterré aux grands dominicains à Douai.

### Administration municipale

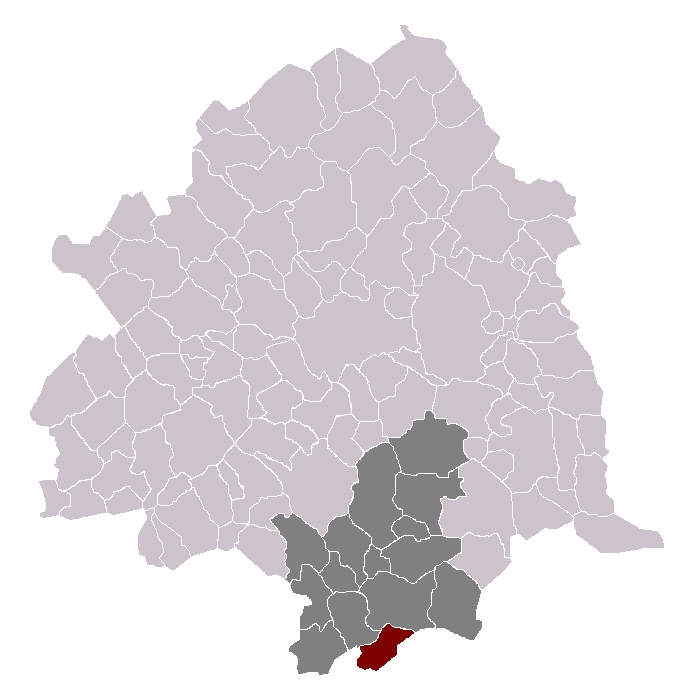
Moncheaux dans son canton et son arrondissement

## Politique et administration

### Liste des maires
Maire de 1802 à 1807 : Ant. Pecqueur,.
Maire de 1869 à 1873: Jean Baptiste Devienne, censier de la Bachellerie
Maire en 1881 : Mathis.
Maire de 1881 à 1884: Florimond Joseph Ployart
Maire de 1896 à 1899: Jean Baptiste Bauduin
| Période                                  | Période | Identité               | Étiquette | Qualité |
| ---------------------------------------- | ------- | ---------------------- | --------- | ------- |
| 1983                                     | 2008    | Louis Lemaire          |           |         |
| 2008                                     | 2020    | Jeannette Willocq-Facq | DVD       |         |
| Les données manquantes sont à compléter. |         |                        |           |         |

## Population et société

### Démographie

#### Évolution démographique
L'évolution du nombre d'habitants est connue à travers les recensements de la population effectués dans la commune depuis 1793. Pour les communes de moins de 10 000 habitants, une enquête de recensement portant sur toute la population est réalisée tous les cinq ans, les populations de référence des années intermédiaires étant quant à elles estimées par interpolation ou extrapolation. Pour la commune, le premier recensement exhaustif entrant dans le cadre du nouveau dispositif a été réalisé en 2007.

En 2022, la commune comptait 1 683 habitants, en évolution de +11,38 % par rapport à 2016 (Nord : +0,51 %, France hors Mayotte : +2,11 %).
| 1793 | 1800 | 1806 | 1821 | 1831 | 1836 | 1841 | 1846  | 1851  |
| ---- | ---- | ---- | ---- | ---- | ---- | ---- | ----- | ----- |
| 752  | 754  | 820  | 887  | 918  | 896  | 986  | 1 010 | 1 002 |

| 1856 | 1861  | 1866  | 1872 | 1876  | 1881  | 1886  | 1891  | 1896  |
| ---- | ----- | ----- | ---- | ----- | ----- | ----- | ----- | ----- |
| 994  | 1 030 | 1 010 | 958  | 1 025 | 1 048 | 1 060 | 1 064 | 1 136 |

| 1901  | 1906  | 1911  | 1921  | 1926  | 1931  | 1936  | 1946  | 1954  |
| ----- | ----- | ----- | ----- | ----- | ----- | ----- | ----- | ----- |
| 1 124 | 1 153 | 1 132 | 1 062 | 1 131 | 1 157 | 1 162 | 1 117 | 1 163 |

| 1962  | 1968  | 1975  | 1982  | 1990  | 1999  | 2006  | 2007  | 2012  |
| ----- | ----- | ----- | ----- | ----- | ----- | ----- | ----- | ----- |
| 1 217 | 1 187 | 1 149 | 1 202 | 1 276 | 1 315 | 1 417 | 1 432 | 1 445 |

| 2017  | 2022  | - | - | - | - | - | - | - |
| ----- | ----- | - | - | - | - | - | - | - |
| 1 536 | 1 683 | - | - | - | - | - | - | - |

#### Pyramide des âges
La population de la commune est relativement jeune.
En 2018, le taux de personnes d'un âge inférieur à 30 ans s'élève à 34,6 %, soit en dessous de la moyenne départementale (39,5 %). À l'inverse, le taux de personnes d'âge supérieur à 60 ans est de 21,8 % la même année, alors qu'il est de 22,5 % au niveau départemental.
En 2018, la commune comptait 799 hommes pour 784 femmes, soit un taux de 50,47 % d'hommes, largement supérieur au taux départemental (48,23 %).
Les pyramides des âges de la commune et du département s'établissent comme suit.
| Hommes | Classe d’âge | Femmes |
| ------ | ------------ | ------ |
| 0,0    | 90 ou +      | 0,4    |
| 4,4    | 75-89 ans    | 7,8    |
| 15,5   | 60-74 ans    | 15,5   |
| 23,6   | 45-59 ans    | 21,9   |
| 20,3   | 30-44 ans    | 21,4   |
| 14,0   | 15-29 ans    | 13,7   |
| 22,3   | 0-14 ans     | 19,3   |

| Hommes | Classe d’âge | Femmes |
| ------ | ------------ | ------ |
| 0,5    | 90 ou +      | 1,4    |
| 5,3    | 75-89 ans    | 8,1    |
| 14,8   | 60-74 ans    | 16,2   |
| 19,1   | 45-59 ans    | 18,4   |
| 19,5   | 30-44 ans    | 18,7   |
| 20,7   | 15-29 ans    | 19,1   |
| 20,2   | 0-14 ans     | 18     |

### Manifestations culturelles et festivités
Chaque année en mars a lieu la fête aux poireaux.

### Enseignement
Moncheaux fait partie de l'académie de Lille.

## Culture et patrimoine

### Personnalités liées à la commune
- Mère Natalie Doignies (1778-1858) : Natalie Doignies est née à Moncheaux, et a fondé en 1828 la Congrégation des Filles de l'Enfant Jésus, ordre ayant compté jusqu'à 2400 sœurs.
- Romain Pitau, ancien footballeur professionnel, champion de France de Ligue 1 lors de la saison 2011/2012 avec le Montpellier Hérault SC
- Mortier Louise, championne de France de gymnastique

### Héraldique
|  | Les armes de Moncheaux se blasonnent ainsi : « De sinople au nom de Monceaux d'or, mis en bande entre deux cotices du même, et accompagné en chef à senestre d'un écusson gironné d'or et d'azur de douze pièces, chargé en cœur d'un écusson de gueules (écusson dit de Flandre ancien). » |

## Pour approfondir